# Марусевич Йосип Гнатович
Йосип Гнатович Марусевич (1892, Австро-Угорщина, тепер Львівська область — ?) — український радянський діяч, шахтар-вибійник, новатор виробництва. Депутат Верховної Ради УРСР 3-го скликання.

## Біографія
Довгий час працював на озокеритних шахтах Борислава. До 1938 року працював вибійником на шахті Чонки у Бориславі, звідки був звільнений за участь у страйковому русі. До осені 1939 року — безробітний, потім знову влаштувався на озокеритну шахту.
З 1944 року працював вибійником шахтоуправління № 1 тресту «Укрозокерит» (місто Борислав Дрогобицької області).
Безпартійний. 25 лютого 1951 року був обраний депутатом Верховної Ради УРСР 3-го скликання від Бориславського виборчого округу № 97 Дрогобицької області.

## Нагороди
- Орден Трудового Червоного Прапора
- медалі